# Csészegombák
A csészegombák (Pezizales) a tömlősgombák (Ascomycota) törzsének Pezizomycotina altörzsébe, a Pezizomycetes osztályába tartozó gombák egyetlen rendje.

## Jellemzőik
Számos gazdaságilag fontos gombafaj tartozik ide, köztük pl. a francia szarvasgomba vagy a kucsmagomba.
A csészegombák termőteste apotécium (apothecium), tehát felül nyitott, a szabadon álló termőréteg (hymenium) nagy mennyiségű spórát tud egyszerre kibocsátani.
A termőréteget alkotó aszkuszok viszonylag nagy felületen keletkeznek. A himénium élénk színét a steril hifavégek (paraphysis) pigmenttartalma adja. A tömlők fala unitunikátus, felnyílása operkulátus. Az aszkospórák aktívan szóródnak ki a tömlőkből.
Valamennyi csészegombafaj szaprotróf.

## Fordítás
- Ez a szócikk részben vagy egészben a Pezizales című angol Wikipédia-szócikk ezen változatának fordításán alapul.  Az eredeti cikk szerkesztőit annak laptörténete sorolja fel. Ez a jelzés csupán a megfogalmazás eredetét és a szerzői jogokat jelzi, nem szolgál a cikkben szereplő információk forrásmegjelöléseként.